# Donga (músico)
Ernesto Joaquim Maria dos Santos, conhecido como Donga, (Rio de Janeiro, 5 de abril de 1890 — Rio de Janeiro, 25 de agosto de 1974) foi um músico, compositor e violonista brasileiro.
Filho de Pedro Joaquim Maria e Amélia Silvana de Araújo, Donga teve oito irmãos. O pai era pedreiro e tocava bombardino nas horas vagas; a mãe era a famosa Tia Amélia do grupo das baianas Cidade Nova e gostava de cantar modinhas e promovia inúmeras festas.
Participava das rodas de música na casa da lendária Tia Ciata, ao lado de João da Baiana, Pixinguinha, Hilário Jovino Ferreira e outros. Grande fã de Mário Cavaquinho, começou a tocar este instrumento de ouvido, aos 14 anos de idade. Pouco depois aprendeu a tocar violão, estudando com o grande Quincas Laranjeiras. Em 1916 consagrou a gravação de Pelo Telefone, considerado o primeiro samba gravado na história.
Organizou com Pixinguinha a Orquestra Típica Donga-Pixinguinha. Em 1919, ao lado de Pixinguinha e outros seis músicos, integrou, como violonista, o grupo Oito Batutas, que excursionou pela Europa em 1922.
Em 1926 integrou a banda Carlito Jazz.
Em 1940 Donga gravou nove composições (entre sambas, toadas, macumbas e lundus) do disco Native Brazilian Music, organizado por dois maestros: o norte-americano Leopold Stokowski e o brasileiro Villa-Lobos, lançado nos Estados Unidos pela Columbia.
No final dos anos 50 voltou a se apresentar com o grupo Velha Guarda, em shows organizados por Almirante. Enviuvou em 1951, casou-se novamente em 1953 e foi morar no bairro de Aldeia Campista, para onde se retirara como oficial de justiça aposentado. Doente e quase cego, viveu seus últimos dias no Retiro dos Artistas, falecendo em 1974. Está sepultado no Cemitério São João Batista.
As canções mais conhecidas
- Passarinho Bateu Asas
- Pelo Telefone
- Bambo-Bamba
- Cantiga de Festa
- Macumba de Oxóssi
- Macumba de Iansã
- Seu Mané Luís
- Ranchinho Desfeito
- Patrão Prenda seu gado

## Discografia[2]
| Álbuns | Álbuns                       | Álbuns | Álbuns     |
| Ano    | Título                       | Mídia  | Gravadora  |
| ------ | ---------------------------- | ------ | ---------- |
| 1928   | Não diga não / Carinhoso     | 78     | Parlophone |
| 1928   | Teus beijos                  | 78     | Parlophone |
| 1928   | Lamento/Amigo do povo        | 78     | Parlophone |
| 1929   | O meu tipo                   | 78     | Parlophone |
| 1938   | O corta jaca / Pelo telefone | 78     | Odeon      |